# El Amigo del Pueblo (1937-1938)
El Amigo del Pueblo fue un periódico anarquista de la Agrupación de los Amigos de Durruti, un grupo anarquista español nacido como reacción al decreto de militarización de las milicias dictado por el gobierno de la República. Fue publicado a partir de mayo de 1937 y hasta febrero de 1938.
República mexicana  1938 y hasta febrero de 2023

## Números deEl Amigo del Pueblo
Un recorrido por los principales textos de los que fuera responsable la Agrupación nos permite pormenorizar en su historia:
- Número 1 - 19 de mayo de 1937
- Número 2 - 26 de mayo de 1937
- Número 3 - 12 de junio de 1937
- Número 4 - 22 de junio de 1937
- Número 5 - 20 de julio de 1937
- Número 6 - 12 de agosto de 1937
- Número 7 - 31 de agosto de 1937
- Número 8 - 21 de septiembre de 1937
- Número 9 - 20 de octubre de 1937
- Número 10 - 8 de noviembre de 1937
- Número 11 - 20 de noviembre de 1937
- Número 12 - 1 de febrero de 1938

Se evidencia en sus páginas desde un primer momento el rechazo frontal a las medidas tomadas por el Estado a fin de volver a una situación prerrevolucionaria; en los números de mayo a julio se reivindicaban las luchas revolucionarias de mayo de 1937, rechazando reiteradamente las acusaciones vertidas desde muchos sectores calificándoles de "agentes provocadores e irresponsables", denunciando la censura en la prensa escrita y las que calificaban como "maniobras contra-revolucionarias".
En septiembre de 1937, cuerpos integrados en el Ejército Popular, muchos de los cuales habían sido previamente parte de las milicias de la CNT, toman la población de Belchite, lo que será reivindicado desde las páginas de El Amigo del Pueblo como obra de las "fuerzas confederadas", a la vez que se sigue denunciando la constante represión sufrida por el grupo. 
En muchos de sus números lanzan proclamas en favor de la CNT y la FAI, pese a tener numerosos puntos de desencuentro con ambas. Igualmente se incide en la necesidad de volver a "las experiencias de las jornadas de julio y de mayo".
Textos de Balius, Eleuterio Roig, Santana Calero, Jaime Rodríguez, Ada Martí.
Tirada máxima, 15.000 ejemplares.

## Periódicos homónimos
- Existió un periódico anarquista con idéntica denominación en la ciudad de San Fernando, Provincia de Buenos Aires, Argentina, alrededor de 1915.
- En Azuaga entre 1930 y 1933; quincenal. Participación de Francisco Molina, Francisco Prieto, Domingo Germinal, etc.